# Centre Sud (organisation)
Pour les articles homonymes, voir Centre-Sud.
 (janvier 2014).
Si vous disposez d'ouvrages ou d'articles de référence ou si vous connaissez des sites web de qualité traitant du thème abordé ici, merci de compléter l'article en donnant les références utiles à sa vérifiabilité et en les liant à la section « Notes et références ».
Le Centre Sud est l’organisation intergouvernementale (OIG) de pays en développement  qui aide les pays en développement à unir leurs forces et leurs compétences pour défendre leurs intérêts communs sur la scène internationale.
Le Centre Sud a été institué en vertu de l’Accord portant création du Centre Sud qui est entré en vigueur le 31 juillet 1995. Il siège à Genève (Suisse).
Le Centre Sud, qui est un centre d’action et de réflexion (think tank) se caractérise par son indépendance intellectuelle. Il jouit du statut d'observateur auprès de l'Organisation des Nations unies et d'autres organisations internationales.

## Histoire
Le Centre Sud a été fondé par le Sud pour le Sud, en 1995.
La Commission Sud, qui l’a précédé, était dirigée par Julius Nyerere, ancien président de la Tanzanie, et Manmohan Singh, actuel premier ministre indien.
La Commission Sud a publié le résultat de ses travaux dans son rapport final intitulé « Défis au Sud ». Dans ce rapport, les fondateurs de la Commission Sud constataient qu’il était nécessaire de renforcer la coopération Sud-Sud dans le domaine des affaires internationales. Ils soulignaient à quel point il était important que les pays du Sud travaillent ensemble sur le plan mondial.
C’est pourquoi la Commission Sud a recommandé la création d’une organisation du Sud qui serait investie de cette mission. C’est ainsi qu’est né le Centre Sud, un centre d'action et de réflexion intergouvernemental, indépendant et formé de pays en développement. Son rôle consiste à analyser les problèmes que rencontrent les pays en développement pour se développer, encourager ces pays à faire valoir et partager leurs expériences communes et à leur apporter un soutien intellectuel et stratégique afin qu’ils puissent agir collectivement et individuellement, en particulier à l’échelle internationale.

## Fonctionnement et organisation
Le Centre Sud se compose de trois organes principaux :
- Le Conseil des représentants, constitué des représentants des États Membres. Le Conseil est la plus haute instance du Centre Sud. Il examine le programme de travail présenté par le directeur exécutif et les budgets et comptes présentés par le Comité.
- Le Comité, constitué d’un président et de neuf membres qui agissent à titre personnel. Les membres du Comité sont nommés par le Conseil des représentants. Le président et les membres du Comité orientent et supervisent le fonctionnement du Centre Sud.
- Le Secrétariat, dirigé par un directeur exécutif et chargé d’exécuter les missions du Centre Sud.

Actuellement, c'est Benjamin Mkapa, ancien président de la Tanzanie (1995-2005), qui préside le Comité du Centre Sud.
Les personnalités ayant présidé le Comité avant lui sont :
- M. Boutros Boutros-Ghali (Égypte)
- M. Gamani Corea (Sri Lanka)
- M. Luis Fernando Jaramillo (Colombie)
- M. Julius Nyerere (Tanzanie)

## Domaines d'activités
Le Centre Sud fait des recherches et des analyses axées sur des politiques internationales qui sont fondamentales pour la protection et la valorisation des intérêts des pays en développement.
Le Centre Sud aide les pays du Sud à développer des opinions communes et à travailler en collaboration sur des sujets internationaux majeurs ayant trait au développement.
Le Centre Sud travaille dans de nombreux domaines comme les politiques de développement, le développement durable, les changements climatiques, la gouvernance mondiale, le développement économique et social, la coopération Sud-Sud, les conditions de l'économie mondiale, la propriété intellectuelle, le transfert de technologie, l'accès aux connaissances, la santé, les échanges commerciaux régionaux et multilatéraux et la sécurité alimentaire.

## Objectifs
Le Centre Sud poursuit plusieurs objectifs qui sont décrits dans l’Accord portant création du Centre Sud. Le Centre Sud s’appuie sur deux principes pour remplir sa mission : l’unité du Sud dans la diversité et le progrès du Sud par la coopération.

### Unité du Sud dans la diversité
Le Centre Sud cherche à faire valoir les intérêts que partagent les pays du Sud, tout en reconnaissant et en reflétant leur diversité. Pour cela, le Centre Sud œuvre pour la compréhension mutuelle entre les pays et entre les peuples du Sud.
Il encourage aussi les pays en développement à coordonner leur participation aux institutions internationales saisies des questions Sud-Sud et Nord-Sud liées au développement.

### Progrès du Sud par la coopération
Le Centre Sud cherche à mettre les talents et les capacités du Sud au service du progrès et du développement. Les échanges d’expériences entre pays en développement et la coopération Sud-Sud mais aussi Nord-Sud devraient se fonder sur les principes de l'équité et de la justice pour tous. Les échanges d’expériences et la coopération devraient également contribuer à la démocratisation et au renforcement de l'Organisation des Nations unies et des institutions qui lui sont rattachées.

## Statut d’observateur auprès d’autres organisations internationales
Le Centre Sud a le statut d’observateur auprès de plusieurs organisations internationales :
- Assemblée générale des Nations unies[3]
- Conseil économique et social des Nations unies (ECOSOC)
- Conférence des Nations unies sur le commerce et le développement (CNUCED)
- Convention-cadre des Nations unies sur les changements climatiques (CCNUCC)
- Convention sur la diversité biologique (CDB)
- Cour pénale internationale (CPI)[4]
- Organisation mondiale du commerce (OMC)[5]
- Groupe d'experts intergouvernemental sur l'évolution du climat (GIEC)
- Organisation mondiale de la propriété intellectuelle (OMPI)[6]
- Organisation mondiale de la santé (OMS)
- Fonds vert pour le climat[7]
- Groupe des vingt-quatre (G24)
- Convention de Bâle sur le contrôle des mouvements transfrontières de déchets dangereux et de leur élimination
- Convention de Stockholm sur les polluants organiques persistants

## États membres

Le Centre Sud compte 51 pays en développement Membres représentant les trois régions en développement d’Afrique, d’Asie et d’Amérique latine et des Caraïbes. Les Membres regroupent des pays qui comptent parmi les plus grands pays en développement, parmi les pays en développement aux revenus intermédiaires, parmi les pays les moins avancés et parmi les petits états insulaires en développement.
Tous les pays Membres du Centre Sud sont représentés par un représentant de haut niveau dans le Conseil des représentants.
Les États membres du Centre Sud (en 2013) sont :
- Afrique du Sud
- Algérie
- Angola
- Barbade
- Bénin
- Bolivie
- Brésil
- Burundi
- Cambodge
- Cap-Vert
- Chine
- Corée du Nord
- Côte d'Ivoire
- Cuba
- Égypte
- Équateur
- Gabon
- Ghana
- Guyana
- Honduras
- Inde
- Indonésie
- Iran
- Irak
- Jamaïque
- Jordanie
- Liberia
- Libye
- Malaisie
- Malawi
- Mali
- Maroc
- Maurice
- États fédérés de Micronésie
- Mozambique
- Namibie
- Nigeria
- Ouganda
- Pakistan
- Panama
- Philippines
- République dominicaine
- Seychelles
- Sierra Leone
- Soudan
- Sri Lanka
- Suriname
- Tanzanie
- Venezuela
- Viêt Nam
- Zimbabwe

## Publications et travaux de recherche
La publication emblématique du Centre Sud est le South Bulletin. Le South Bulletin couvre les débats qui ont lieu autour des enjeux stratégiques mondiaux qui présentent un intérêt particulier pour les pays en développement. Il présente des analyses succinctes et des points de vue sur les principales questions relatives au développement. Le South Bulletin est distribué en anglais, en français et en espagnol.
Le Centre Sud publie également différentes séries de rapports et d’analyses (en anglais, français et espagnol) qui sont téléchargeables sur son site Internet.